# 許浚

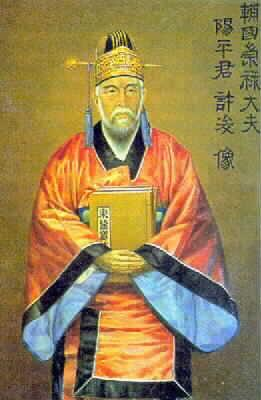
許浚

許 浚（きょ しゅん、ホ・ジュン、허준、1539年 - 1615年）は、李氏朝鮮時代の医者。『東医宝鑑』の著者として知られる。字は清源、号は亀巌。本貫は陽川許氏。

## 生涯
父の許碖（ホ・ロン、허론）と母の霊光金氏のあいだに庶子として生まれた。出生地は諸説あって定かではない。父と祖父の許琨（ホ・ゴン、허곤）はともに武官であった。宣祖のとき、医科を受験して内医院に入り（雑科を受験せず推薦で内医院に入ったとする説もある）、王室の病気治療で功を立てた。1592年、壬辰倭乱（文禄の役）が勃発すると、御医（王の主治医）として義州にいたる逃避行に追従し、1604年、忠勤貞亮扈聖功臣3等の論功を受け、1606年には、陽平君（ヤンピョングン）に封じられた。1608年、宣祖の死の責任を取り、流刑に処されたが、翌年には光海君によって呼び戻された。1610年には、朝鮮第一の医書として名高い『東医宝鑑』を完成させている。
著書には他に『辟疫神方』『新纂辟瘟方』『諺解救急方』『諺解痘瘡集要』『諺解胎産集要』『脈訣集成』『纂図方論脈訣集成』などがある。
許浚の墓地は、京畿道坡州市津東面下浦里の臨津江を越えた、軍事境界線に近い非武装中立地帯内にあり、民間人の立入りが厳しく規制されている。1991年、アメリカ在住の古文献学者の李亮載らが軍部の協力のもと発見した。1992年6月5日、京畿道記念物第128号に指定された。

## 経歴
- 1571年、内医院僉正（ネイウォンチョムジョン/내의원첨정　従四品相当）に任官。
- 1573年、通訓大夫（トンフンデブ/통훈대부　正三品堂下相当）に昇叙し、内医院正（ネイウォンジョン/내의원정　正三品堂下相当）に転任。
- 1587年、国王より鹿皮を賜う。
- 1590年、通政大夫（トンジョンデブ/통정대부　正三品堂上相当）に昇叙。
- 1596年、正憲大夫（チョンホンデブ/정헌대부　正二品相当）に昇叙し、知中枢府事（チジュンチュブサ/지중추부사　正二品相当）に転任。
- 1600年、内医院御医（ネイウォンオイ/내의원어의　正三品堂上相当）に遷任。
- 1604年6月24日、三等功臣である忠勤貞亮扈聖功臣（チュングンジョンニャンホソンゴンシン/충근정량호성공신）に遇せられ、陽平君（ヤンピョングン/양평군）に封ぜられる。
- 1608年3月、解任の上、配流に処せられる。
- 1609年11月22日、赦免により、内医院に復帰。
- 1610年8月6日、編纂してきた東医宝鑑（トンイボガム/동의보감）が完成。
- 1615年8月17日、逝去。11月、輔国崇禄大夫（ポグクスンノクテブ/보국숭록대부　正一品相当）を贈位され、新たに、陽平府院君（ヤンピョンブウォングン/양평부원군）に封ぜられる。

## 小説・ドラマ
1976年、李恩成（イ・ウンソン、이은성）が許浚の生涯を題材としてシナリオを書いたMBC（韓国文化放送）の連続ドラマ『執念』、それを元にした李恩成による1990年の小説『小説 東医宝鑑』、さらに李恩成没後の1999年にそれをドラマ化した『ホジュン 宮廷医官への道』が存在する。2013年3月より、1999年放送のドラマをリメイクした『ホジュン〜伝説の心医〜』の放送が開始された。

## 演じた人
- イ・スンジェ『執念』（1976年）
- ソ・インソク『東医宝鑑』（1990年）
- チョン・グァンリョル『ホジュン 宮廷医官への道』（1999年）
- キム・ジュヒョク『ホジュン〜伝説の心医〜』（2013年）
- パク・ヨンギュ『星から来たあなた』（2013年）
- ユン・シユン『魔女宝鑑 〜ホジュン、若き日の恋〜』（2016年）
- オム・ヒョソプ『医心伝心〜脈あり!恋あり?〜』（2017年）